# Robert Wenning
Robert Wenning (* 12. März 1946 in Rheine) ist ein deutscher Archäologe. Er lehrt Archäologie des Nahen Ostens und Biblische Archäologie in Münster, Osnabrück, Eichstätt und Bonn.

## Leben
Robert Wenning studierte Klassische Archäologie, Geschichte und Germanistik an der Universität Münster und wurde im Februar 1976 zum Dr. phil. promoviert. Zwei folgende Jahre verbrachte er an der Universität Beʾer Scheva in Israel mit Ausgrabungen, Lehre und Forschungen zur Perserzeit.
Zurück in Münster forschte er am Seminar für Zeit- und Religionsgeschichte des Alten Testaments der Katholisch-Theologischen Fakultät über Griechische Importe und Römische Skulpturen in Israel sowie als Habilitationsprojekt über Bestattungen der Eisenzeit in Palästina.
Von 1990 bis 1993 hatte Wenning eine Forschungsstelle für Historische Palästinakunde an der Universität Osnabrück. Es folgte 1994/1995 ein Gastsemester am Institute for Advanced Study in Princeton (New Jersey) und 1998 ein Gastsemester an der Universität Stellenbosch (Südafrika).
Am Lehrstuhl für Klassische Archäologie der Universität Eichstätt habilitierte er sich im Juli 1995 und erhielt die Venia legendi für Biblische und Klassische Archäologie. Diese Universität machte ihn 2004 zum außerplanmäßigen Professor. Von 1995 bis Februar 2008 forschte und lehrte Robert Wenning „Archäologie des Nahen Ostens“ an der Universität Bonn, zunächst als Projektleiter des SFB 534, dann am Ägyptologischen Seminar. Themenschwerpunkte waren in der Forschung: Götter der Nabatäer, Juden und Christen in paganer Umwelt, Identitätssysteme der Nabatäer. Von Februar 2008 bis zu seiner Pensionierung 2011 lehrte Wenning am Institut für Altorientalische Philologie und Vorderasiatische Altertumskunde der Universität Münster. Es schloss sich ein Jahr am Archäologischen Institut der Humboldt-Universität zu Berlin an.
2010 bis 2012 leitete er zusammen mit Laurent Gorgerat (Basel) die Ausgrabungen am Aslah-Komplex in Petra (Jordanien). Seit 2013 erstellt er im Auftrag des Department of Antiquities of Jordan eine Dokumentation der Skulpturen aus Petra.
Wenning war 2000 bis 2008 Vorstandsmitglied des Deutschen Vereins zur Erforschung Palästinas und wissenschaftlicher Berater der Zeitschrift Welt und Umwelt der Bibel.

## Werke
- Die Galateranatheme Attalos I. [des Ersten]. Eine Untersuchung zum Bestand und zur Nachwirkung pergamenischer Skulptur. (= Pergamenische Forschungen. Bd. 4). de Gruyter, Berlin 1978, ISBN 3-11-007053-7.
- Die Nabatäer – Denkmäler und Geschichte. Eine Bestandsaufnahme des archäologischen Befundes. Vandenhoeck & Ruprecht, Göttingen 1987, ISBN 3-525-53902-9.
- Das Nabatäerreich: seine archäologischen und historischen Hinterlassenschaften. In: H.-P. Kuhnen: Palästina in griechisch-römischer Zeit. (= Handbuch der Archäologie. Vorderasien II 2). München 1990, ISBN 3-406-32876-8, S. 367–415.
- mit Thomas Weber (Hrsg.): Petra: antike Felsstadt zwischen arabischer Tradition und griechischer Norm. (= Antike Welt. Sonderheft; Zaberns Bildbände zur Archäologie). Zabern, Mainz 1997, ISBN 3-8053-1983-5.
- Der Umgang mit dem Tod in Israel und Juda. Bestattungen im königszeitlichen Juda. In: Theologische Quartalschrift. Band 177, Nr. 2, 1997, S. 81–157.
- Griechische Vasenbilder in Palästina. In: Ch. Uehlinger (Hrsg.): Images as media. Orbis Biblicus et Orientalis. Bd. 175, Freiburg-Schweiz/Göttingen 2000, S. 339–358.
- The Great Goddesses of Petra: A Critical Review of the Evidence. In: Z. T. Fiema, J. Frösén, M. Holoppa (Hrsg.): Petra – The Mountain of Aaron. Vol. II, Helsinki 2016, S. 510–537.
- Materialien zu den eisenzeitlichen Gräbern in Israel/Palästina. (= Ägypten und Altes Testament. Bd. 103). Zaphon, Münster 2021, ISBN 978-3-96327-116-8.